# Tamasariya
Tamasariya – gaun wikas samiti w zachodniej części Nepalu w strefie Lumbini w dystrykcie Nawalparasi. Według nepalskiego spisu powszechnego z 2001 roku liczył on 1930 gospodarstw domowych i 10003 mieszkańców (5348 kobiet i 4655 mężczyzn).